# ブリハッド・アーラニヤカ・ウパニシャッド
『ブリハッド・アーラニヤカ・ウパニシャッド』（梵: बृहदारण्यकोपनिषत् bṛhadāraṇyaka-upaniṣad）は、ウパニシャッドの1つ。『白ヤジュル・ヴェーダ』に含まれる文献のひとつで、古ウパニシャッドの中では初期の「古散文ウパニシャッド」に分類され、『チャーンドーギヤ・ウパニシャッド』と並び、最初期・最古層のウパニシャッドとされる。
思想家ヤージュニャヴァルキヤの思想などを含む。

## 内容
引用文は断りなければ服部正明訳。

### 第1編 (全6章)
世界の誕生 (1.2-1.4)
プラジャーパティが世界を創造した。
```
太初に、この世にはただ人間の形をしたアートマンのみが存在していた。 (1.4.1)
太初には、この世は実にブラフマンのみであった。それは自分自身を「われはブラフマンなり」と自覚した。 (1.4.10)
```

### 第2編 (全6章)
アジャータシャトル王のアートマン論 (2.1-2.3)
```
「このアートマンから、すべての機能、すべての世界、すべての神、すべての存在物が諸方に出てゆくのである。」 (2.1.20)
```

### 第3編 (全9章)
ヤージュニャヴァルキヤのアートマンについての8人のバラモンたちと対話。    
アートマンは「．．ではない」という言い方で表現するしかない。とらえられないから。
```
「この『あらず、あらず』というアートマンは、不可捉である。それは把捉されないから。不壊である。それは破壊されないから。」 (3.9.26)
```

### 第4編 (全6章)
ヤージュニャヴァルキヤの対話の続き。
ジャナカ王との対話 (4.1-4.4)
```
「このように知る者は、安らかで、自制があり、平静で、忍耐強く、心を統一した者となり、自己のなかにアートマンを認め、いっさいをアートマンとみる。」 (4.4.23)
```

妻マイトレーイーとの対話 (4.5)
```
「アートマンが見られ、聞かれ、思考され、認識されるとき、この世のすべては知られるのである。」 (4.5.6)
```

### 第5編 (全15章)
補足編。

### 第6編 (全5章)
補足編。
家庭内の祭祀 (6.4)
性交・出産時の儀式

## 日本語訳

### 全訳
- 湯田豊『ウパニシャッド　翻訳および解説』大東出版社、2000年。ISBN 4-500-00656-7。

### 抄訳
- 服部正明『ウパニシャッド』中央公論社〈世界の名著1, 中公バックス〉、1979年。ISBN 412400611X。
  - 服部正明『ウパニシャッド』中央公論社〈世界の名著1〉、1969年。
- 岩本裕『原典訳 ウパニシャッド』筑摩書房〈ちくま学芸文庫〉、2013年。ISBN 4-480-09519-5。
  - 岩本裕『ウパニシャッド』筑摩書房〈世界文学古典全集3〉、1967年。
- 佐保田鶴治『ウパニシャッド』平河出版社、1979年。ISBN 4892030260。
- 日野紹運、奥村文子『ウパニシャッド』日本ヴェーダンタ協会、2009年。ISBN 4931148409。